# Cementerio de Playa Azul
El Cementerio Militar de Playa Azul (en inglés: Blue Beach Military Cemetery) es un cementerio militar localizado en cercanías del asentamiento de San Carlos en la isla Soledad en las islas Malvinas, en el que se hallan sepultados 14 de los 255 combatientes británicos que murieron en la Guerra de las Malvinas en 1982.
San Carlos fue la principal cabeza de puente del Ejército Británico durante la Guerra, cuando fue llamado Blue Beach (Playa Azul).

## Historia
Hasta 1982 todo militar británico muerto en combate era enterrado y conmemorado lo más cerca posible del lugar del deceso y la Commonwealth War Graves Commission gestionaba esas tumbas.
Después de la Guerra de las Malvinas, una familia pidió la repatriación del cuerpo de su hijo caído y, después de esto, otras familias solicitaron lo mismo. En consecuencia, esta oferta se amplió a todos los familiares. El 16 de noviembre de 1982 64 de los muertos, (52 soldados, 11 infantes de marina reales, y un lavandero de Hong Kong) fueron devueltos al Reino Unido a bordo del buque RFA Sir Bedivere (L3004).
Las familias de 16 de los muertos mantuvieron la tradición y prefirieron que los restos de sus hijos permanecieran en las islas. Catorce están enterrados en San Carlos y otros dos en fosas individuales aisladas en Pradera del Ganso y Puerto Mitre.
En 1982, a petición del Ministerio de Defensa, la Commonwealth War Graves Commission emprendió el diseño y la construcción de un cementerio y memorial. Los planes fueron aprobados por el Ministerio de Defensa el 12 de noviembre de 1982 en un costo total de £ 50.000. El trabajo se completó el 10 de abril de 1983.

## Características
El cementerio está rodeado por un muro de un metro de alto, con una pequeña entrada abierta a la playa al estilo de un corral de ovejas de piedra. El muro posee lápidas con los nombres de todos los británicos caídos durante el conflicto. Las lápidas son de piedra caliza y pizarra, ambos del condado de Cumbria en el norte de Inglaterra.
El sitio está dividido en dos secciones, cada una con siete tumbas. La sección de la derecha se conoce como el cementerio de Airborne, ya que contiene los restos de cuatro paracaidistas y otros miembros del cuerpo aéreo del Ejército. Justo enfrente hay otros siete lápidas establecidas en el mismo patrón con los restos de seis Royal Marines y un capitán del Cuerpo Aéreo del Ejército. Muy cerca del sitio se encuentra el museo de San Carlos, con fotografías y reliquias del conflicto.
Una réplica del cementerio fue inaugurada en 2012 en Staffordshire, en el centro de Inglaterra.